# Аввад, Тауфик Юсеф
Тауфик Юсеф Аввад (араб. توفيق يوسف عواد) (28 ноября 1911, Бхарсаф — 16 апреля 1989, Бейрут) — ливанский писатель.

## Образование
Учился в университетах Бейрута и Дамаска.

## Авторство
- Сборник рассказов «Хромой мальчик» («Саби арадж», 1936).
- Сборник рассказов «Шерстяная кофта» («Судра мин ас-суф», 1937) вызвали в арабских странах интерес новизной темы, вниманием к простому человеку, голодающему скитальцу.

Рассказы отличаются большой эмоциональностью.
- Роман «Лепёшка» («Ар-Рагиф», 1938) представляет борьбу арабов в Первой мировой войне против многовекового османского господства. Здесь впервые появляется образ арабской женщины — борца и патриота. Этот роман, выдержавший несколько изданий, считается одним из лучших произведений современной арабской литературы.